# Etting (Moselle)
Etting (deutsch Ettingen) ist eine französische Gemeinde mit 714 Einwohnern (Stand 1. Januar 2022) im Département Moselle in der Region Grand Est (bis 2015 Lothringen). Sie gehört zum Arrondissement Sarreguemines.

## Geografie
Etting liegt im Westen des Bitscher Landes in einem Seitental der Ache inmitten von Obstgärten. Westlich des Ortes steigt der Kestenberg an. Südlich grenzt die Gemarkung von Schmittviller an, südwestlich Kalhausen. Im Westen und Norden besteht zu Achen die längste Gemarkungsgrenze, wobei im Westen die Ache den Grenzverlauf bestimmt. Östliche Nachbarorte sind Bining und Rahling.

## Geschichte
Bereits bei seiner Ersterwähnung 1391 trug Etting seinen heutigen Namen. Von 1811 bis 1833 war der Ort der Gemeinde Achen angegliedert. Im Zweiten Weltkrieg blieb er von Zerstörungen weitgehend verschont.

### Bevölkerungsentwicklung
| Jahr      | 1962 | 1968 | 1975 | 1982 | 1990 | 1999 | 2007 | 2019 |
| Einwohner | 760  | 775  | 810  | 811  | 788  | 778  | 770  | 725  |

### Partnerschaft
Seit 1976 unterhält die lothringische Gemeinde Etting eine Partnerschaft mit dem oberbayerischen Ort Etting (bei Polling).

## Kultur und Sehenswürdigkeiten
Da Etting im Zweiten Weltkrieg von größeren Zerstörungen verschont blieb, sind eine Reihe ansehnlicher Lothringer Bauernhäuser erhalten geblieben, so in der Ortsmitte das von Nicolas Freyermuth und Anna Müller 1731 erbaute Anwesen. Zahlreiche Lothringerkreuze finden sich in der Gemarkung, ein besonders bemerkenswertes von 1817 östlich der Ansiedlung am Weg zum Mohrenhof, wo der alte Weg von Achen zum Rahlinger Altkirchel kreuzt und derjenige nach Kalhausen abzweigt. Die Hauptfigur dieses Kreuzes stellt die Hl. Barbara dar, ihr zur Seite vermutlich der Hl. Franz und der Hl. Anton. Die Gemarkungsgrenze zu Rahling entspricht dem Verlauf einer alten Römerstraße, von der noch Spuren anzutreffen sind.

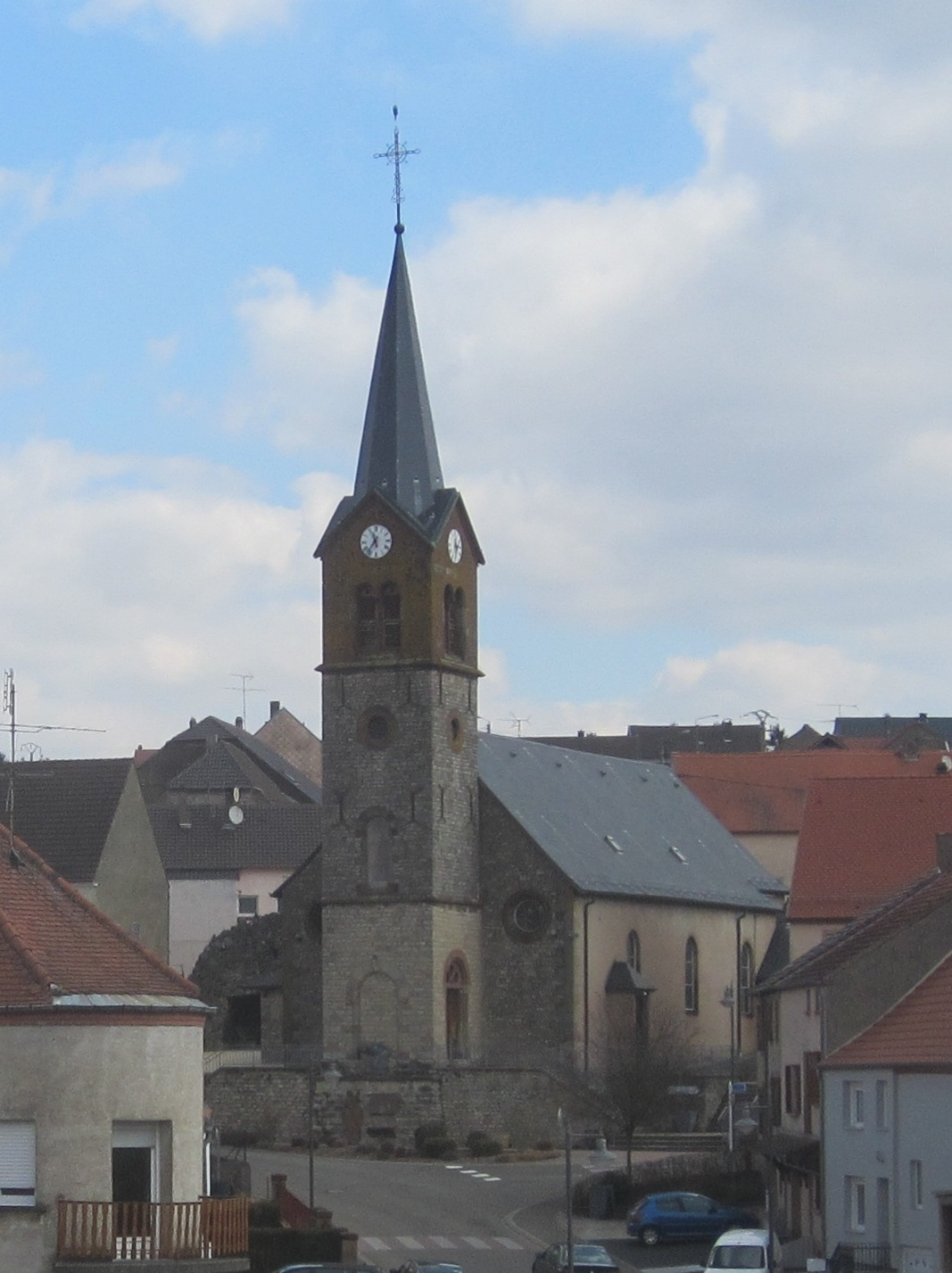
Kirche Mariä Geburt